# Догоняшки (телесериал)
«Догоняшки» (порт. Pega Pega) — бразильская теленовелла 2017 года, созданная Клаудией Соуту.

## Название
Название сериала является переводом португальской идиомы Pega-pega, обозначающей игру в догоняшки. В русской озвучке группы «ТВ-Романтика» дословный перевод — «Лови, лови». Но более точный идиоматический перевод: «Держи вора!».

## Сюжет
В центре сюжета новеллы крупное ограбление в роскошном отеле «Carioca Palace», принадлежащем проматывающем своё состояние миллионеру-ловеласу Педриньо Гимараесу, роль которого исполняет актёр Маркус Карузо. Пропавшие 40 миллионов долларов, которые Педриньо получил в результате продажи бизнесмену Эрику Рибейро, исчезли из сейфа отеля не случайно. Педриньо хотел вывезти эти деньги наличкой в чемоданах в США, чтобы избежать выплаты налогов по сделке. Однако работники отеля случайно узнали об этой сделке и о том, что крупная сумма наличных будет некоторое время храниться в сейфе отеля и поддались соблазну прибрать огромный куш к рукам. Консьерж Малагета, официант Жулио, работник ресепшена Агналдо и горничная Сандра Элена. Жизнь каждого из членов воровской четвёрки меняется кардинальным образом, ведь все они переступили ту грань, когда в жизни каждого из них наступил предел, и они сделали это, а деньги счастья не принесли… Следствие по этому резонансному делу ведёт честная и неподкупная женщина-полицейский Антония Алмейда, для которой главным принципом в её работе является торжество справедливости. Ради справедливости она готова идти на многое. Тем не менее, чувства к официанту Жулио приводят к переменам в ней. Когда она узнаёт, что любимый мужчина был причастен к ограблению, то ей придётся выбирать, что для неё главнее — долг или чувства? Но пока, будучи нераскрытыми, воришки продолжат работать в отеле, не привлекая к себе внимания, уверенные в скорейшем банкротстве отеля, они ждут — не дождутся своего сокращения либо увольнения. Однако им невдомёк, что на деньги уже позарились настоящие серьёзные бандиты…

## Персонажи и актёры
| Персонаж     | Исполнитель       |
| ------------ | ----------------- |
| Эрик         | Матеус Солано     |
| Луиза        | Камила Кейрос     |
| Антония      | Ванесса Джакомо   |
| Жулио        | Тиагу Мартинс     |
| Мария Пиа    | Мариана Сантош    |
| Малакета     | Марсело Серрадо   |
| Сандра Элена | Нанда Коста       |
| Бебет        | Валентина Эрзаж   |
| Сабин        | Ирэн Раваш        |
| Атаиде       | Режиналду Фария   |
| Агналдо      | Жоао Балдасеррини |
| Педриньо     | Маркус Карузо     |